# Thomas Henry Marshburn
Thomas Henry Marshburn (Statesville, Észak-Karolina, 1960. augusztus 29.–) amerikai orvos, űrhajós.

## Életpálya
1982-ben a Bachelor of Science keretében kapott fizikából diplomát. 1984-ben a Virginiai Egyetemen megvédte fizikai diplomáját. 1989-ben a Wake Forest Egyetemen  orvosi diplomát szerzett. 1992-ben az American Board of Emergency Medicine keretében megvédte orvosi diplomáját. 1995-től Houstonban a The University of Texas Health Science Center területi kórházban dolgozott. Az űrhajósok sebész szakorvosa. 1997-ben az University of Texas Medical Branch keretében megvédte doktorátusát.
2004. május 6-tól részesült űrhajóskiképzésben a Lyndon B. Johnson Űrközpontban, valamint a Jurij Gagarin Űrhajóskiképző Központban. Kiképzését követően 1997-1998 között Oroszországban a NASA és a nemzetközi űrhajósok képviseletét látta el.
Két űrszolgálata alatt összesen 161 napot, 07 órát és 04 percet töltött a világűrben. Három űrsétát (kutatás, szerelés) hajtott végre, 18 órát 59 percet töltött az űrállomáson kívül.

## Űrrepülések
- STS–127, az Endeavour űrrepülőgép küldetésfelelőse. Alapfeladat a japán Kibo és az Integrated Cargo Carrier (ICC) modulok feljuttatása a Nemzetközi Űrállomásra (ISS). Három űrsétát (kutatás, szerelés) hajtott végre, 18 órát 59 percet töltött az űrállomáson kívül. Első űrszolgálata alatt összesen 15 napot, 16 órát, 44 percet és 58 másodpercet töltött a világűrben. 248 alkalommal kerülte meg a Földet, 6 547 853 millió mérföldet tett meg.
- Szojuz TMA–07M fedélzeti mérnöke. Második űrszolgálata alatt összesen 145 napot, 14 órát és 19 percet töltött a világűrben.

### Tartalék személyzet
Szojuz TMA–05M fedélzeti mérnöke